# Canada's Drag Race: Canada vs the World
Canada's Drag Race: Canada vs the World è un programma televisivo canadese, in onda sulla piattaforma streaming Crave dal 2022.
Il programma è uno spin-off dei programmi RuPaul's Drag Race All Stars e Canada's Drag Race e la presentatrice, nonché mentore, è Brooke Lynn Hytes, diventando il secondo programma del franchise ad essere condotto dalla stessa Hytes. Come nella versione originale, le concorrenti devono mostrare le loro doti di intrattenitrici, provenienti da diverse versioni internazionali del programma, sfidandosi in varie sfide. Ogni settimana vengono giudicate per le loro performance da vari giudici: tra essi quelli fissi sono la drag queen Brooke Lynn Hytes, Brad Goreski e Traci Melchor, mentre i giudici ospiti variano ogni settimana. Al termine dell'episodio una concorrente viene eliminata; tra le ultime rimaste verrà inserita nella Drag Race Hall of Fame che riceverà una serie di premi.

## Format
Ogni puntata si divide, generalmente, in tre fasi:
- La mini sfida: in ogni mini sfida alle concorrenti viene chiesto di svolgere una sfida con caratteristiche e tempi differenti. Alcune mini sfide si ripetono in ogni edizione. Come, ad esempio, "leggersi" a vicenda (ovvero dire qualcosa di cattivo ad un'altra persona ma facendolo in modo scherzoso). La vincitrice delle mini sfide di solito riceverà un premio, un vantaggio per la sfida principale o potrà decidere la composizione delle squadre.
- La sfida principale: in ogni sfida principale alle concorrenti viene chiesto di cimentarsi in una sfida. Alla sfida principale segue una sfilata a tema differente per ciascun episodio.
- L'eliminazione: tutte le concorrenti vengono chiamate davanti ai giudici, dove vengono decretate e le due concorrenti migliori della puntata che si esibiranno nei playback chiamati "Lipsync For Your Legacy". Alla vincitrice del playback spetta la possibilità di decidere quale concorrente eliminare fra le peggiori della puntata.

### Giudici ospiti
Come nella versione classica, anche questa serie prevede dei giudici fissi e dei giudici ospiti che variano di settimana in settimana. I giudici danno la loro opinione sui vari concorrenti, esprimendo le loro opinioni circa ciò che accade sul palcoscenico principale. 

#### Giudici fissi
| Giudice           | Edizioni | Edizioni | Edizioni |
| Giudice           | 1        | 2        |          |
| ----------------- | -------- | -------- | -------- |
| Brooke Lynn Hytes | Fisso    | Fisso    |          |
| Brad Goreski      | Fisso    | Fisso    |          |
| Traci Melchor     | Fisso    | Fisso    |          |

- Brooke Lynn Hytes (edizione 1-in corso), drag queen canadese, nota per essersi classificata seconda nell'undicesima edizione di RuPaul's Drag Race.[4]
- Traci Melchor, (edizione 1-in corso), personaggio televisivo canadese, nel corso della prima edizione canadese classica ha fatto delle apparizioni speciali come "Canada's Squirrel Friend" onoraria.[5] Mentre a partire dalla seconda edizione è diventata un giudice fisso dello show.[6]
- Brad Goreski, (edizione 2-in corso), stilista e personaggio televisivo canadese, entra nel cast del programma a partire dalla seconda edizione del format classico.[6]

### Untucked
Durante ogni puntata di Canada's Drag Race: Canada vs the World, viene seguito un intermezzo di Untucked nel quale vengono mostrate scene inedite della competizione e il backstage del programma.

### Premi
Anche in questa versione del programma, la vincitrice riceve dei premi. I premi vinti in ogni edizione sono stati:
1ª edizione:
- 100000 C$
- Una corona e uno scettro di Amped Accessories

## Edizioni
| Edizione | Concorrenti | Episodi | Prima TV Canada | Prima TV Italia | Vincitrice    | Miss Simpatia |
| -------- | ----------- | ------- | --------------- | --------------- | ------------- | ------------- |
| 1ª       | 9           | 6       | 2022            | inedita         | Ra'Jah O'Hara | Anita Wigl'it |
| 2ª       | 9           | 6       | 2024            | inedita         | Lemon         | Eureka!       |

### Prima edizione
La prima edizione di Canada's Drag Race: Canada vs the World andrà in onda in Canada a partire dal 18 novembre 2022, sulla piattaforma streaming Crave. Il cast venne annunciato il 17 ottobre 2022. Nove drag queen, provenienti da diverse versioni internazionali del programma, si sfidano per entrare nella Drag Race Hall of Fame.
Le concorrenti che hanno preso parte alla competizione sono state: Icesis Couture, Kendall Gender, Rita Baga e Stephanie Prince per il Canada, Ra'Jah O'Hara e Silky Nutmeg Ganache per gli Stati Uniti, Vanity Milan e Victoria Scone per il Regno Unito e Anita Wigl'it per la Nuova Zelanda.
Ra'Jah O'Hara, vincitrice dell'edizione, ricevette come premio 100000 C$, una corona e uno scettro di Amped Accessories. A vincere il premio di Miss Simpatia è stata Anita Wigl'it.

### Seconda edizione
Nel giugno 2023 la Bell Media ha confermato una seconda edizione dello show, confermando la trasmissione su Crave. Il cast venne annunciato il 26 giugno 2024. Nove drag queen, provenienti da diverse versioni internazionali del programma, si sfidano per entrare nella Drag Race Hall of Fame.
Le concorrenti che hanno preso parte alla competizione sono state: Lemon, Miss Fiercalicious e Tynomi Banks per il Canada, Alexis Mateo, Eureka! e Kennedy Davenport per gli Stati Uniti, Cheryl e Le Fil per il Regno Unito e La Kahena per la Francia.
Lemon vincitrice dell'edizione, ha ricevuto come premio 100000 C$, una corona e uno scettro di Amped Accessories. A vincere il premio di Miss Simpatia è stata Eureka!.

## Concorrenti
Le concorrenti che hanno preso parte al programma nel corso della prima edizione sono state (in ordine di eliminazione):
| Edizioni | Vincitrice    | Finalista(e)         | 3°                       | 4°                       | 5°                 | 6°             | 7°            | 8°               | 9°             |
| -------- | ------------- | -------------------- | ------------------------ | ------------------------ | ------------------ | -------------- | ------------- | ---------------- | -------------- |
| 1ª       | Ra'Jah O'Hara | Silky Nutmeg Ganache | Rita Baga Victoria Scone | Rita Baga Victoria Scone | Vanity Milan       | Icesis Couture | Anita Wigl'it | Stephanie Prince | Kendall Gender |
| 2ª       | Lemon         | Alexis Mateo         | Cheryl Kennedy Davenport | Cheryl Kennedy Davenport | Miss Fiercalicious | Eureka!        | Tynomi Banks  | Le Fil           | La Kahena      |

Legenda:
     La concorrente è stata nominata Miss Simpatia
     La concorrente si è ritirata dalla competizione

## Musiche
Quasi tutte le canzoni utilizzate nelle varie edizioni provengono dagli album di RuPaul. Fanno eccezione le canzoni utilizzate per il playback alla fine delle puntate.

### Palcoscenico principale
Le canzoni utilizzate durante la presentazione degli outfit dei concorrenti sono state:
- Just What They Want tratto da Mamaru (1ª edizione)

### Altre musiche
Nel corso del programma sono stati rilasciati vari singoli promozionali:
- Bonjour, Hi (Touché Remix) - Anita Wigl'it, Rita Baga e Victoria Scone (1ª edizione)
- Bonjour, Hi (Maple She-rups Remix) - Icesis Couture, Kendall Gender e Stephanie Prince (1ª edizione)
- Bonjour, Hi (SVR Remix) - Ra'Jah O'Hara, Silky Nutmeg Ganache e Vanity Milan (1ª edizione)
- Bopulence (Just Divas Remix) - Alexis Mateo, Eureka! e La Kahena (2ª edizione)
- This Beat (This Face Remix) - Le Fil, Miss Fiercalicious e Tynomi Banks (2ª edizione)
- Tongue Pop (The Slapbacks Remix) - Cheryl, Kennedy Davenport e Lemon (2ª edizione)